# 파파르 (말레이시아)
파파르(말레이어: Papar)는 말레이시아 사바 주 북서해안부에 위치한 지역이자 마을로, 코타키나발루로부터 남쪽으로 38km가량 떨어져 있다. 이 지역은 시피탕이나 뷰포트를 방문하는 관광객들이 쉬었다 들리는 지역이기도 하며, 사바 철도의 정착역 중 한 곳이다.
이 지역은 낮은 해안지대로부터 내륙으로 크로커 산맥으로 이어지는 특징이 있다. 과거에는 이 토지가 쌀 재배를 목적으로 사용되었으며, 그 중에서도 가장 잘 알려진 농지가 오늘날 이 지역의 이름을 가져다준 것으로 파악된다. 코타키나발루의 영역 확장에도 불구하고, 이 지역은 여전히 원주민들이 일하는 농지와 중국인들이 일하는 과수원 위주이다.

## 어원과 역사
이 지역의 이름인 '파파르'의 어원은 브루나이어 단어로 "평평하고 개방된 땅"을 의미한다. 대부분의 사바 서해안 지역처럼, 이 지역도 한때는 브루나이 술탄령이었다. 이 지역의 첫 지도자는 바자우인 출신의 다투 아미르 바하르(Datu Amir Bahar)였다. 1877년 오버벡(Overbeck)과 덴트(Dent) 형제의 손에 넘어갔다.
파파르에서 일하던 첫 영국 관리는 H.L. 라이체스터(H.L. Leicester)였다. 그는 1878년 파파르의 수익을 높이기 위해 취임했다. 하지만 파파르의 경제전망 향상이 실패하자 그는 앨프리드 하트 에버렛(Alfred Hart Everett)에게 지위를 넘겼다.

## 인구

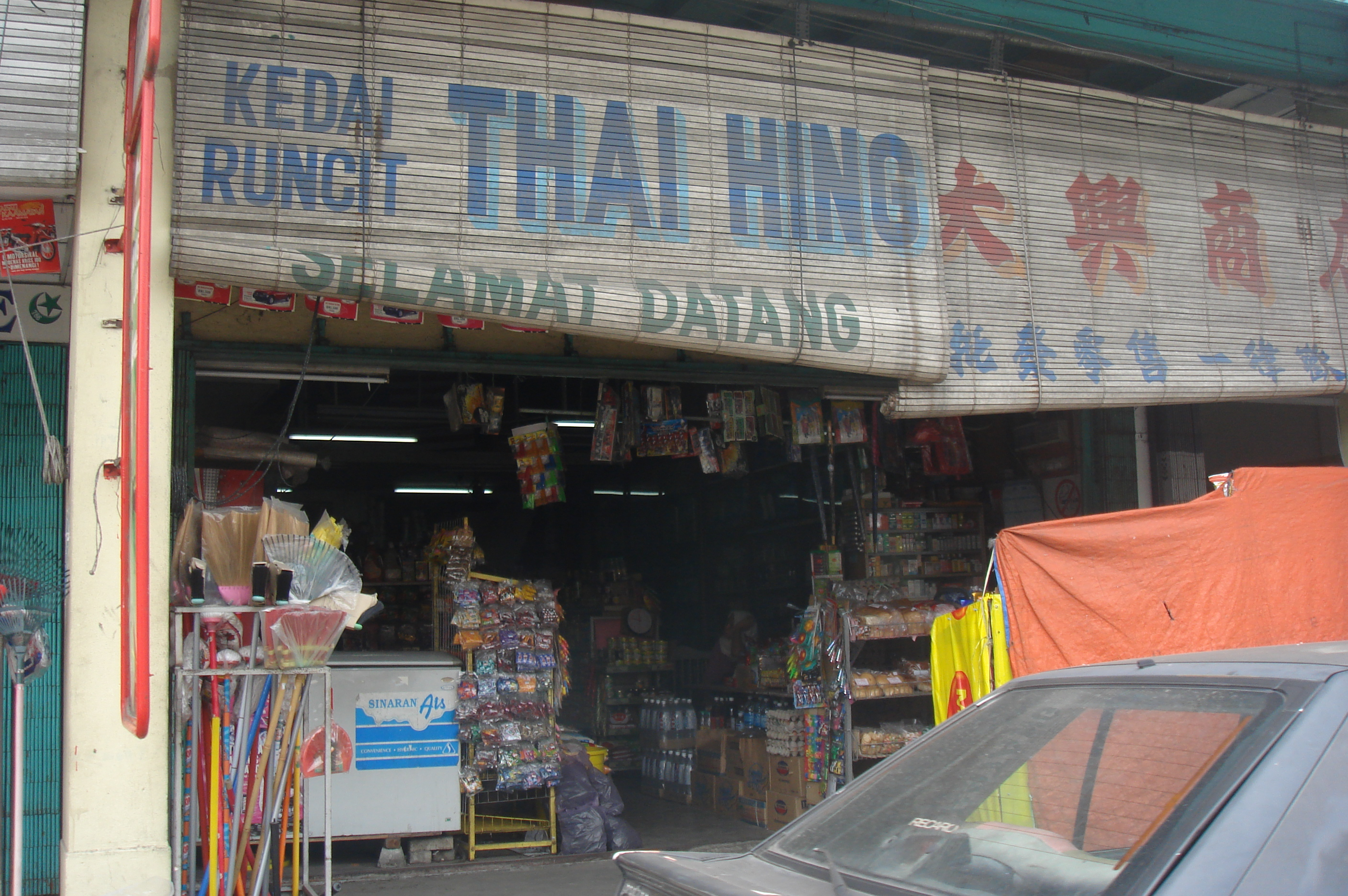
파파르의 중국계 식료품 판매점

2010년 조사에 따르면 124,420명이다. 주요 민족은 브루나이계 말레이인과 카다잔/두순인, 바자우인으로 나뉘는데, 브루나이계 말레이인들은 주로 베노니, 부앙 사양, 봉아완, 캄풍 라웃, 크라나한, 키마니스, 키나룻에 거주하고 있으며, 카다잔/두순인들은 주로 람파잔, 림바하우, 키나룻, 코핌피난, 라쿳, 몬돌리파우, 코이두안, 울루 키마니스, 숨빌링, 림푸퉁에, 바자우인들은 주로 픙알랏 브사르, 픙알랏 크칠, 카왕, 브링기스에 거주하고 있다. 중국인들은 주로 객가인들이며, 소수의 필리핀, 인도, 한국인들도 거주하고 있다.

### 이슬람

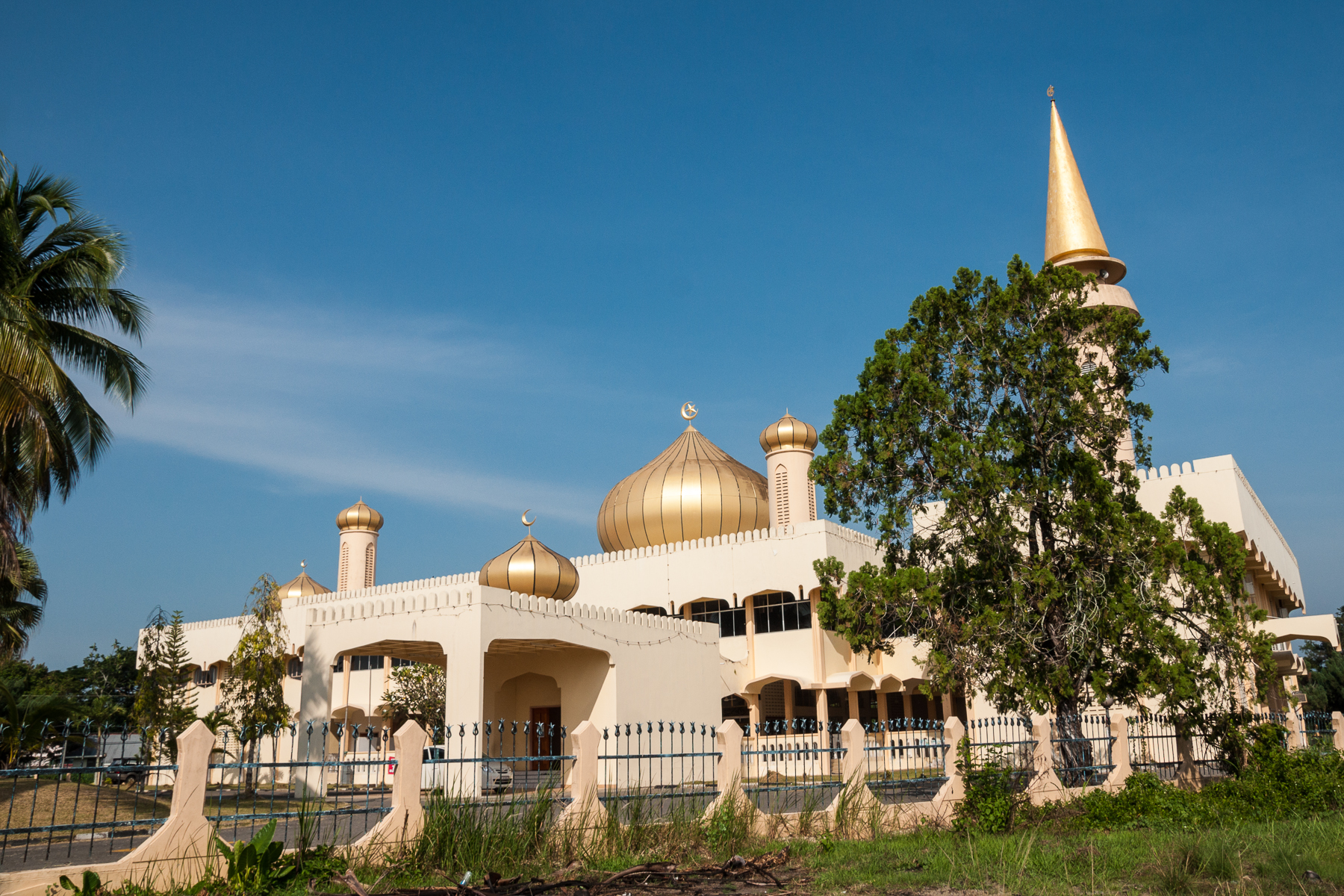
파파르 지역 모스크

파파르는 사바의 북서해안 지역에서 이슬람 개종의 중심지인데, 이는 대규모 무슬림 공동체 때문이다. 이 지역의 첫 번째 모스크는 1890년대경 캄풍 라웃(Kampung Laut)에 지어졌는데, 현재 파파르 지역 모스크(Masjid Daerah Papar)로 알려져 있다. 기타 모스크로는 봉아완리립모스크(Masjid Pekan Bongawan), 하지 모하마드 야콥 모스크(Masjid Haji Mohammad Yaakob) 등이 있으며, 각각 봉아완과 브링기스 지역에 있다.

## 지역

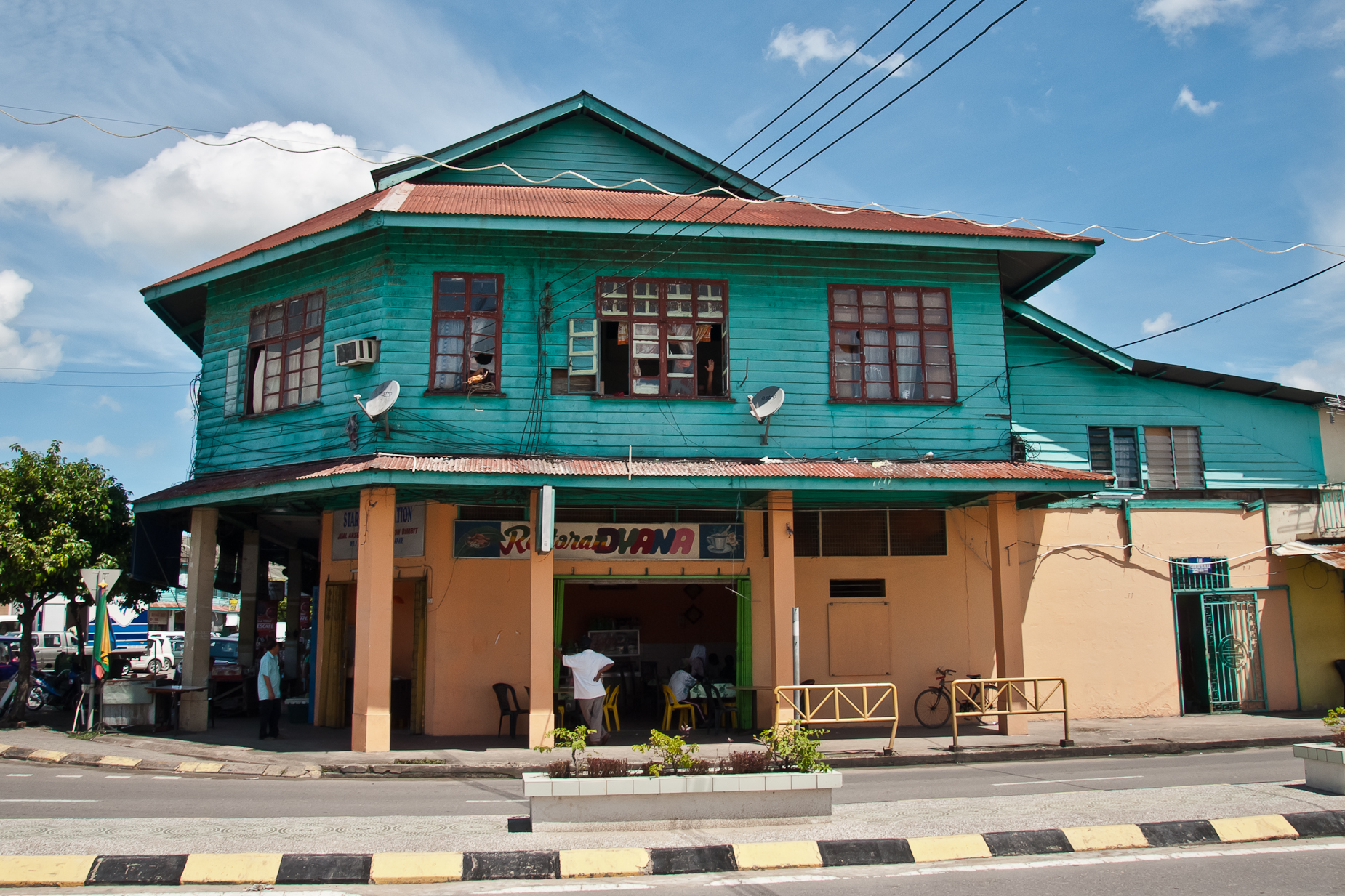
파파르의 옛날 가게

이 마을 남부의 파파르 강은 제방이 차지하고 있는데 바다로부터 멀지 않다. 다른 지역에는 시간에 따라 변하는 습지들도 있는데 여기에는 맹그로브 나무와 해산 야자, 니파 야자들이 자란다. 두 지역은 두 개의 철강콘크리트 다리가 연결해 준다. 하나는 철교로 마을로 바로 연결해주며, 다른 하나는 대교로 과거 코타키나발루와 파파르를 이어주던 다리인데 논농장으로 이어준다.

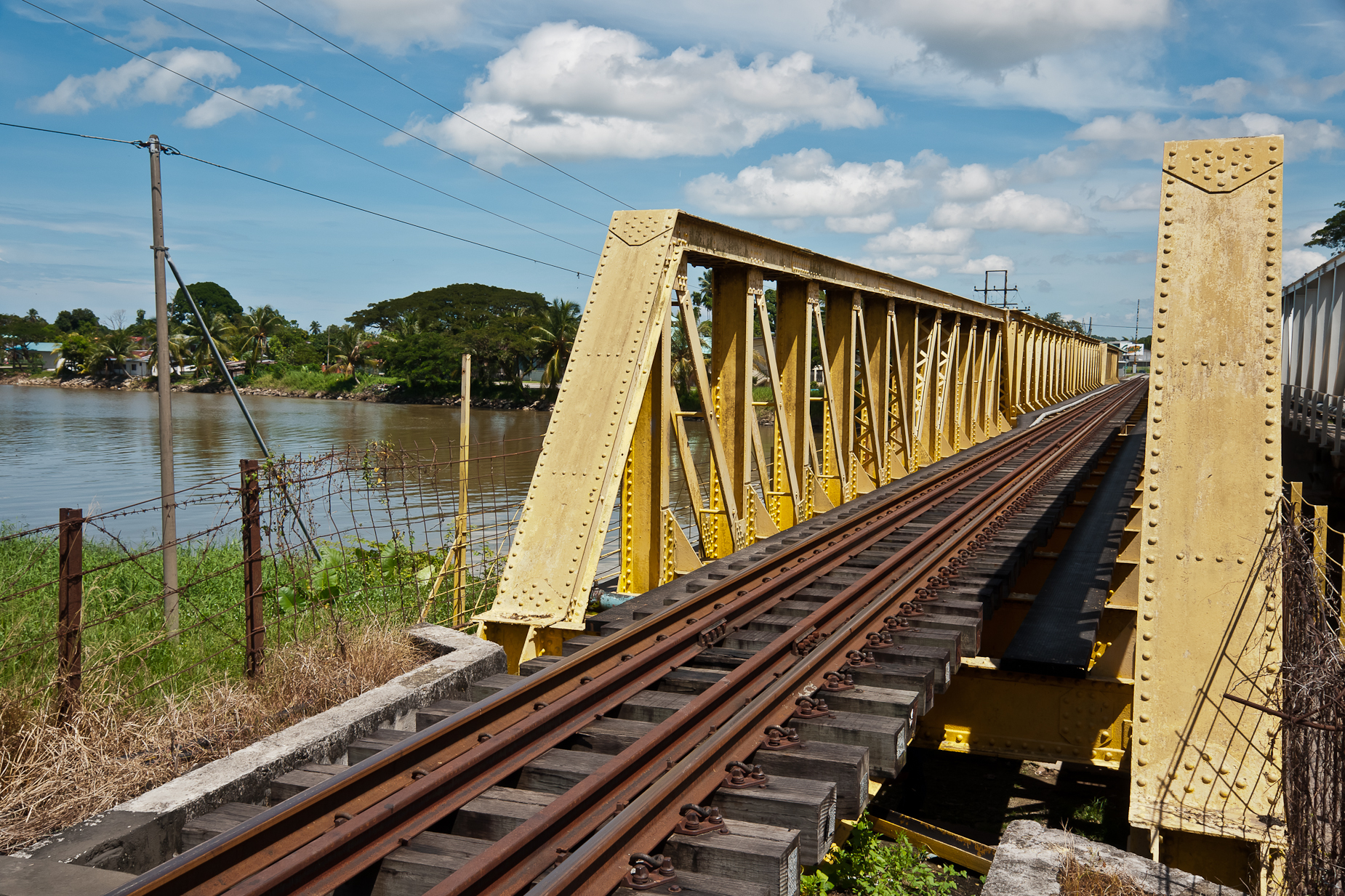
파파르 철교

이 마을은 근 몇년 간 발전된 것으로 보이나, 여전히 옛 건물들과 시설물들을 간직하고 있다. 파파르에서 볼 수 있는 주요한 건조물들로는 지역사무소, 파파르국립도서관, 파파르국립공원, 신파파르시장 및 OKK 마할리 공원 - 마을에서 가장 많은 부분을 차지하는 걸로 여겨지는 - , 살레 술롱 회관 및 파파르 공동회관인데 파파르 공동회관에서는 매주 시장들을 초청한다. 스포츠 컴플렉스도 있고, 체육관도 있고, 새 기차역도 있으며 코타키나발루-파파르-뷰포트를 이어주는 버스정류장 및 미니밴정류장도 있다.
과거 유명한 영화사인 쇼브라더스가 이 지역의 유일한 극장에서 <New Gaiety>라는 영화를 상영한 적이 있었다. 이 극장은 1990년대 폐쇄됐으나, 폐쇄 후에도 극장 부근 도로는 시네마로(Jalan Cinema)라는 이름을 그대로 유지하고 있다.
파파르 철교는 수 년 간 수리 및 재단장에도 불구하고, 제2차 세계대전 당시의 모습을 그대로 보여준다. 이는 당시 북보르네오를 침공한 일본의 동맹계획의 특징이다. 파파르 강에서는 아가스와 스뭇의 비밀 첩보 활동 관련 자료들을 찾을 수 있으며, 스탤리온과 오보에 6이 공격 계획을 세웠다.

## 기후
| Papar의 기후             | Papar의 기후 | Papar의 기후 | Papar의 기후 | Papar의 기후 | Papar의 기후 | Papar의 기후 | Papar의 기후 | Papar의 기후 | Papar의 기후 | Papar의 기후 | Papar의 기후 | Papar의 기후 | Papar의 기후  |
| 월                       | 1월          | 2월          | 3월          | 4월          | 5월          | 6월          | 7월          | 8월          | 9월          | 10월         | 11월         | 12월         | 연간          |
| ------------------------ | ------------ | ------------ | ------------ | ------------ | ------------ | ------------ | ------------ | ------------ | ------------ | ------------ | ------------ | ------------ | ------------- |
| 일평균 최고 기온 °C (°F) | 29.9 (85.8)  | 29.9 (85.8)  | 30.6 (87.1)  | 31.5 (88.7)  | 31.7 (89.1)  | 31.3 (88.3)  | 31.1 (88.0)  | 31.0 (87.8)  | 30.7 (87.3)  | 30.6 (87.1)  | 30.4 (86.7)  | 30.1 (86.2)  | 30.7 (87.3)   |
| 일일 평균 기온 °C (°F)   | 26.5 (79.7)  | 26.5 (79.7)  | 27.0 (80.6)  | 27.8 (82.0)  | 28.0 (82.4)  | 27.6 (81.7)  | 27.4 (81.3)  | 27.3 (81.1)  | 27.1 (80.8)  | 27.1 (80.8)  | 26.9 (80.4)  | 26.7 (80.1)  | 27.2 (80.9)   |
| 일평균 최저 기온 °C (°F) | 23.1 (73.6)  | 23.1 (73.6)  | 23.5 (74.3)  | 24.1 (75.4)  | 24.3 (75.7)  | 24.0 (75.2)  | 23.7 (74.7)  | 23.7 (74.7)  | 23.6 (74.5)  | 23.6 (74.5)  | 23.5 (74.3)  | 23.4 (74.1)  | 23.6 (74.6)   |
| 평균 강우량 mm (인치)    | 162 (6.4)    | 85 (3.3)     | 103 (4.1)    | 164 (6.5)    | 281 (11.1)   | 296 (11.7)   | 288 (11.3)   | 263 (10.4)   | 326 (12.8)   | 353 (13.9)   | 315 (12.4)   | 274 (10.8)   | 2,910 (114.7) |
| 출처: Climate-Data.org   |              |              |              |              |              |              |              |              |              |              |              |              |               |

## 교육
파파르는 사바 주 동서해안 지역에서 교육의 중심지로도 알려져 있다. 국립청소년기술위원회(IKBN; Institut Kemahiran Belia Negara)와 마라과학전문대학교(MRSM; Maktab Rendah Sains MARA)가 사바에서 처음으로 지어진 학교이다. 파파르의 주요 중학교로는 파파르마자키르중학교, 파파르베노니중학교, 파파르타키스중학교, 파파르키나룻중학교, 파파르봉아완1/2세중학교, 파파르성요셉중학교, 파파르림바하우성모마리아중학교, 파파르중학교가 있다.
파파르는 종교계열 학교들이 가장 많은 지역이기도 하다. 대표적인 종교계열 학교들로는 파파르툰다투무스타파중학교, 파파르리마우안중학교, 파파르토흐푸안하자흐라흐마흐중등상급학교, 파파르이슬라미아중등상급학교가 있다(중등상급학교는 한국의 고등학교와 비슷함). 중학교들이 중앙정부 관할인데 반해 중등상급학교들은 주정부 관할이다. 파파르의 교육 복소수형 지역은 키나룻이며 국립청소년기술위원회, 마라과학전문대학교, 파파르툰다투무스타파중학교, 파파르토흐푸안하자흐라흐마흐중등상급학교가 위치해 있다. 일부 초등학교들도 그곳에 위치해 있다.

### 초등 교육
- 파파르림바하우성모마리아초등학교 (SK St. Mary)

### 중등/중등상급 교육
- 파파르마자키르중학교 (SMK Majakir)
- 파파르베노니중학교 (SMK Benoni)
- 파파르타키스중학교 (SMK Takis)
- 파파르키나룻중학교 (SMK Kinarut)
- 파파르봉아완1/2세중학교 (SMK Bongawan I/II)
- 파파르성요셉중학교 (SM St. Joseph)
- 파파르림바하우성모마리아중학교 (SMK St. Mary)
- 파파르중학교 (Papar Middle School)
- 파파르툰다투무스타파중학교 (SMK(A) Tun Datu Mustapha)
- 파파르리마우안중학교 (SMK(A) Limauan)
- 파파르토흐푸안하자흐라흐마흐중등상급학교 (SMA Toh Puan Hajah Rahmah)
- 파파르이슬라미아중등상급학교 (SMA Islamiah Papar)

### 대학 교육
- 국립청소년기술위원회 (Institut Kemahiran Belia Negara)
- 마라과학전문대학교 (Maktab Rendah Sains MARA)

## 관광지

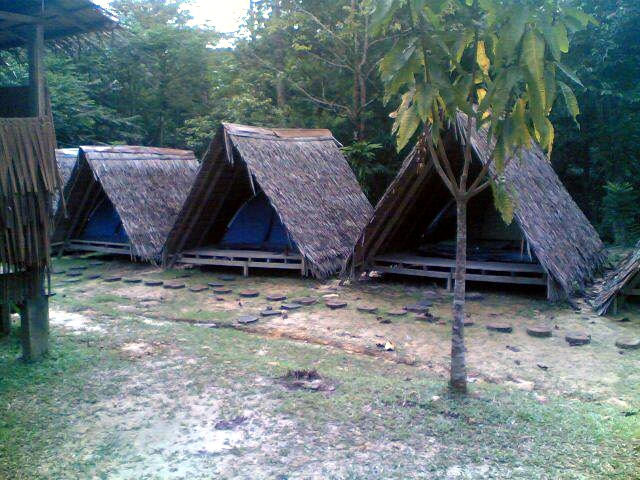
우탄파라다이스 정글캠프

관광은 파파르의 주요 산업이며, 농업 다음으로 수익을 얻을 수 있음이 틀림없다. 해안 주변에서 다양한 리조트들을 찾을 수 있으며, 일부 관광객들의 관심을 끄는 곳은 다음과 같다.
- 브링기스 해변 리조트 (Beringgis Beach Resort)
- 디나완 섬 (Dinawan Island)
- 카왕산림센터 (Kawang Forest Centre)
- 코타키나발루 어드벤처 파크 (KK Adventure Park)
- 마이 아만 (Mai Aman)
- 우탄파라다이스 정글캠프 (Utan Paradise Jungle Camp)

## 참조
1. ↑  “Papar”. Borneo Trade. 2017년 11월 5일에 원본 문서에서 보존된 문서. 2013년 1월 7일에 확인함.
2. 1 2 3 4 5 6 7 8  “Sejarah” (말레이어). Papar District Council. 2014년 4월 11일에 원본 문서에서 보존된 문서. 2013년 7월 30일에 확인함.
3. ↑  “Total population by ethnic group, administrative district and state, Malaysia, 2010” (PDF). Department of Statistics, Malaysia. 2010. 2012년 2월 27일에 원본 문서 (PDF)에서 보존된 문서. 2014년 5월 3일에 확인함.
4. 1 2 3  “Penduduk”. Papar District Council. 2014년 10월 29일에 원본 문서에서 보존된 문서. 2013년 7월 30일에 확인함.
5. ↑  “Shaw Cinemas, Borneo, Post War (1945-1970)”. Shaw Theatres. 2015년 3월 21일에 원본 문서에서 보존된 문서. 2014년 9월 20일에 확인함.
6. ↑  “Journal of the Australian War Memorial”. Australian War Memorial. 2013년 1월 7일에 확인함.
7. ↑  “Climate: Papar”. Climate-Data.org. 2020년 10월 30일에 확인함.